# União de Kalmar

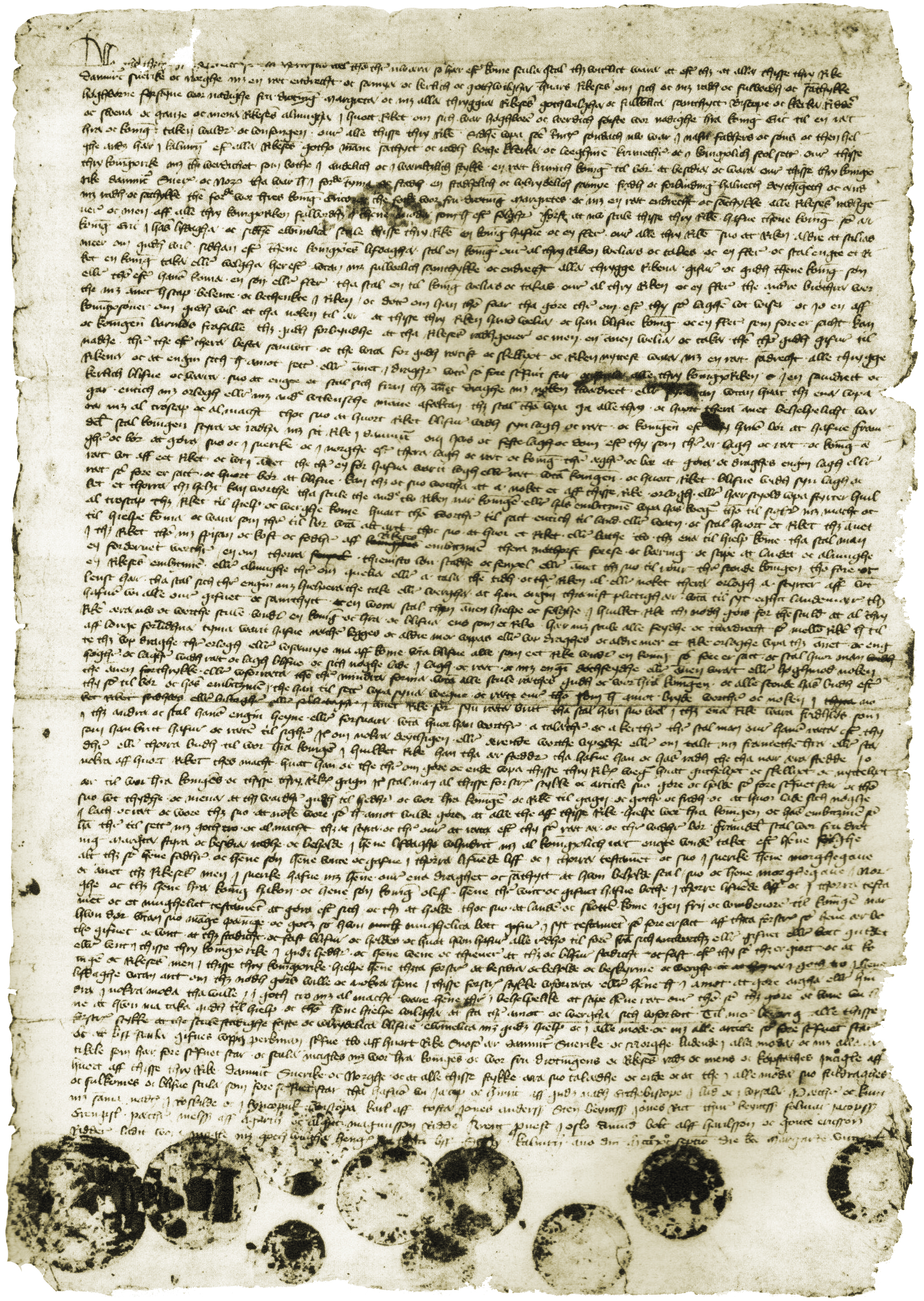
Carta da União (Unionsbrevet) de 1397

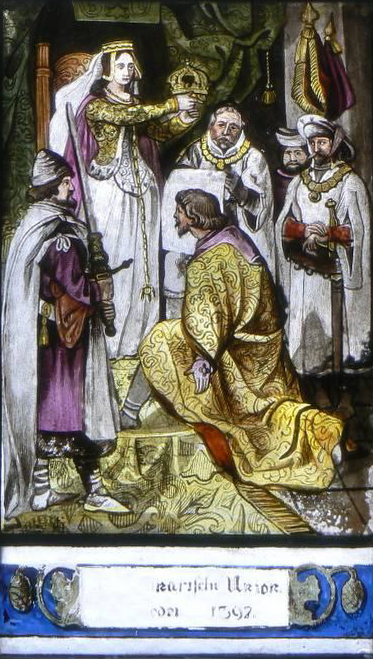
Vitral do Palácio da Pena, em Sintra, Portugal, sugerindo uma representação de Eric da Pomerânia a ser coroado rei da Dinamarca, Noruega e Suécia por Margarida I (como parte da União de Kalmar).

A União de Kalmar (do Dinamarquês/Norueguês/Sueco: Kalmarunionen) foi uma série de uniões pessoais (associação de Países) ocorridas entre 1397 e 1523, que unificaram os 3 reinos escandinavos da Dinamarca, Noruega e Suécia sob 1 monarca único.

Essa aliança foi esboçada para manter os 3 estados-membros com um monarca comum, uma política exterior comum e uma defesa comum. Por outro lado, disporiam de regências nacionais próprias, leis próprias e impostos próprios. 

Em algumas formações fizeram parte também os territórios da Finlândia, Islândia, Groenlândia, Ilhas Faroé, Órcades e Shetland.
Após a saída da Suécia em 1523, a Dinamarca e a Noruega permaneceram em união pessoal até 1814.

## Monarcas da União

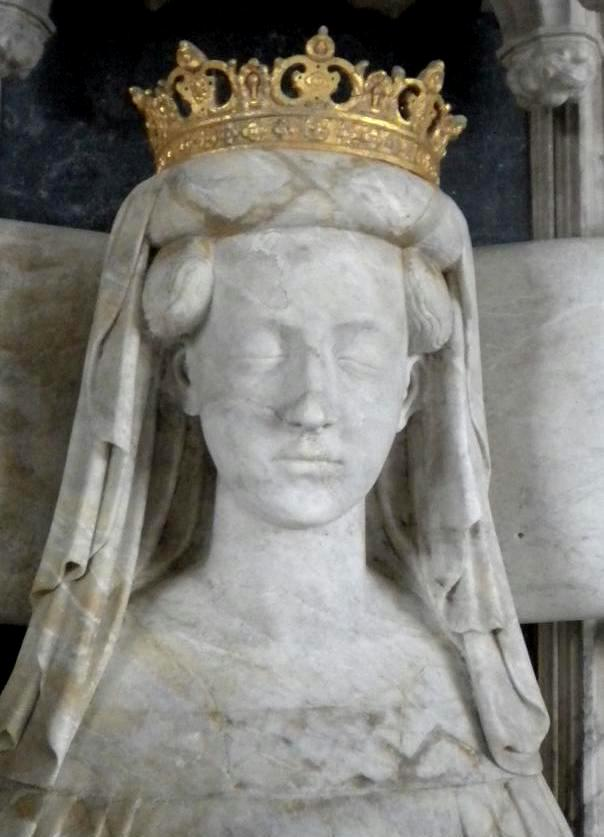
Margarida I
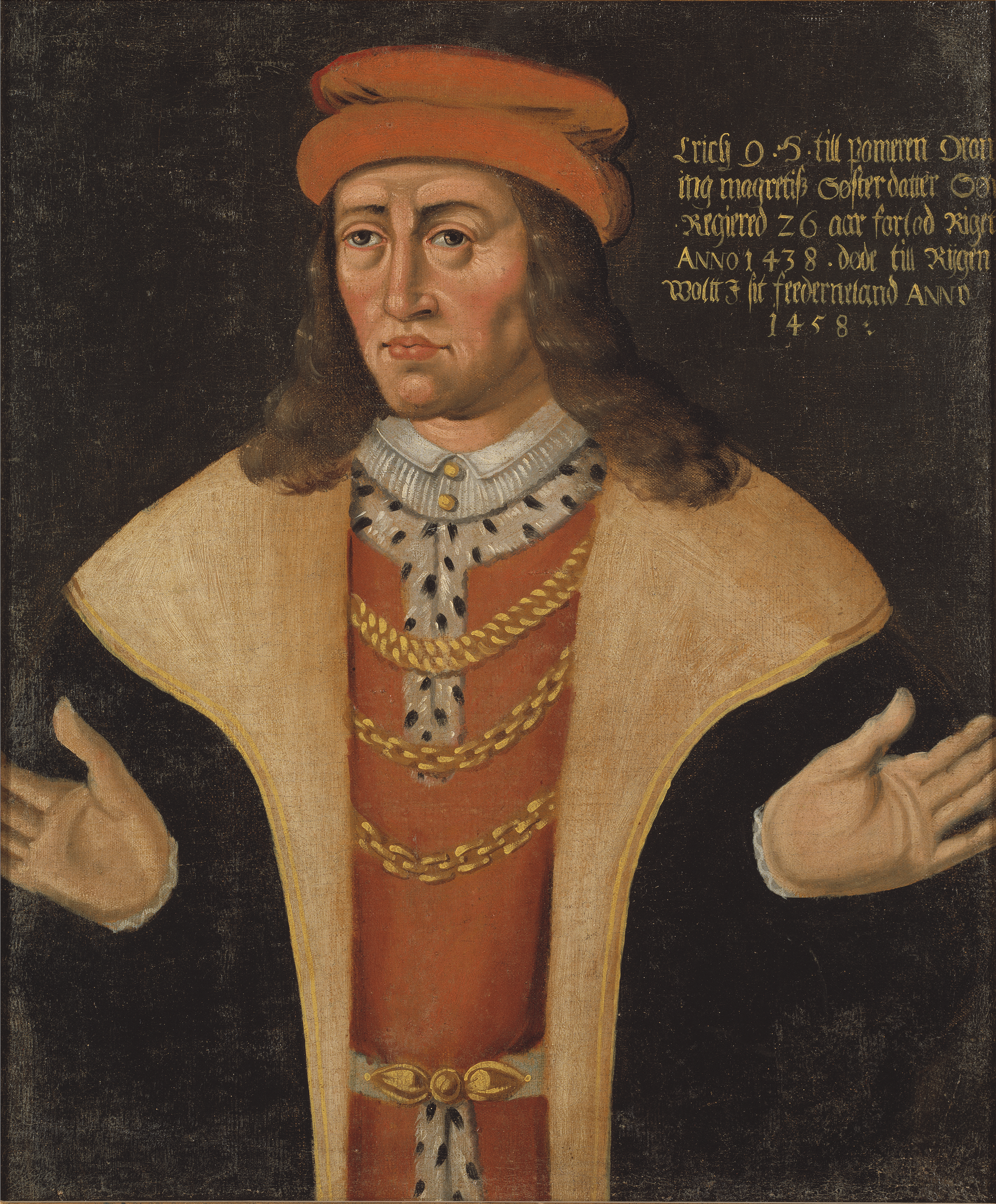
Érico da Pomerânia
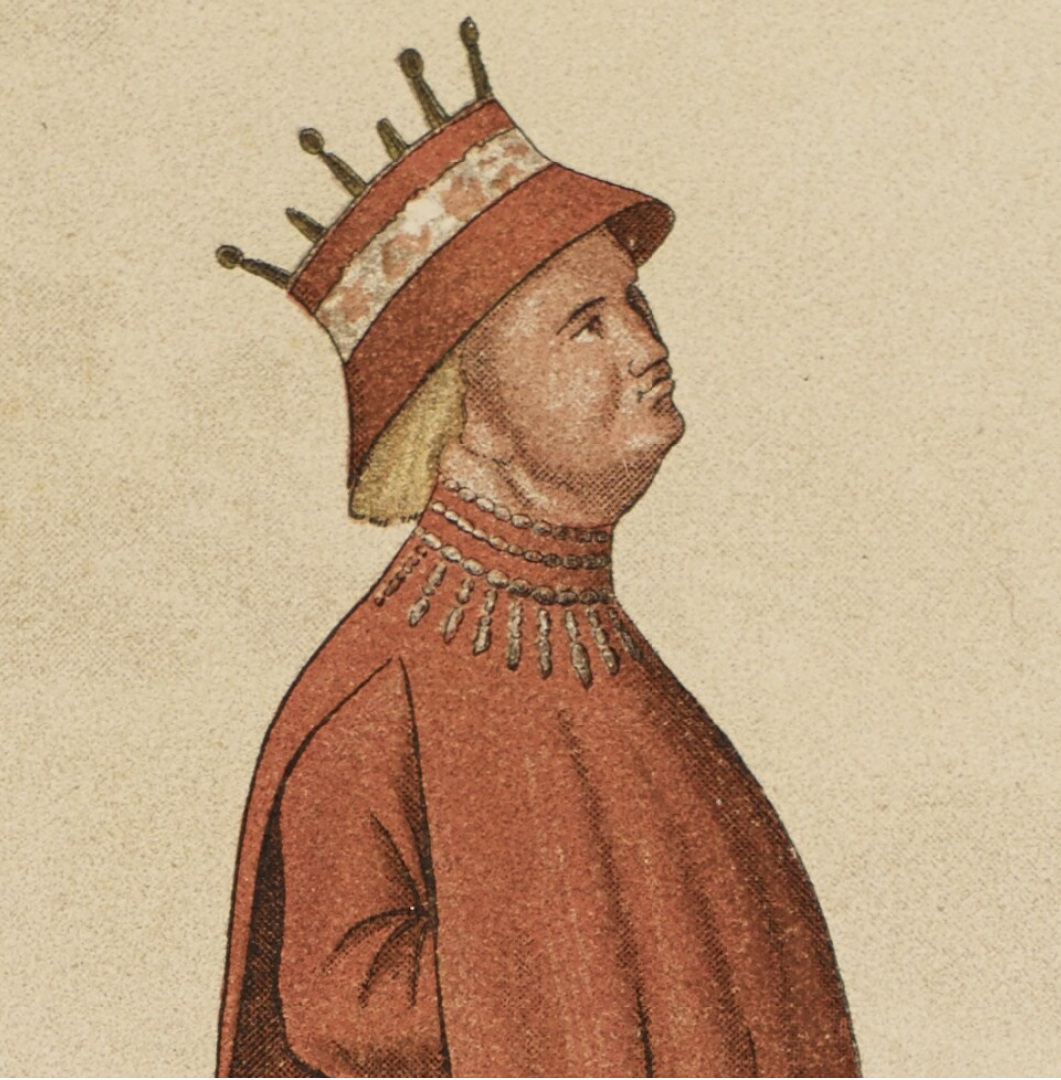
Cristóvão da Baviera
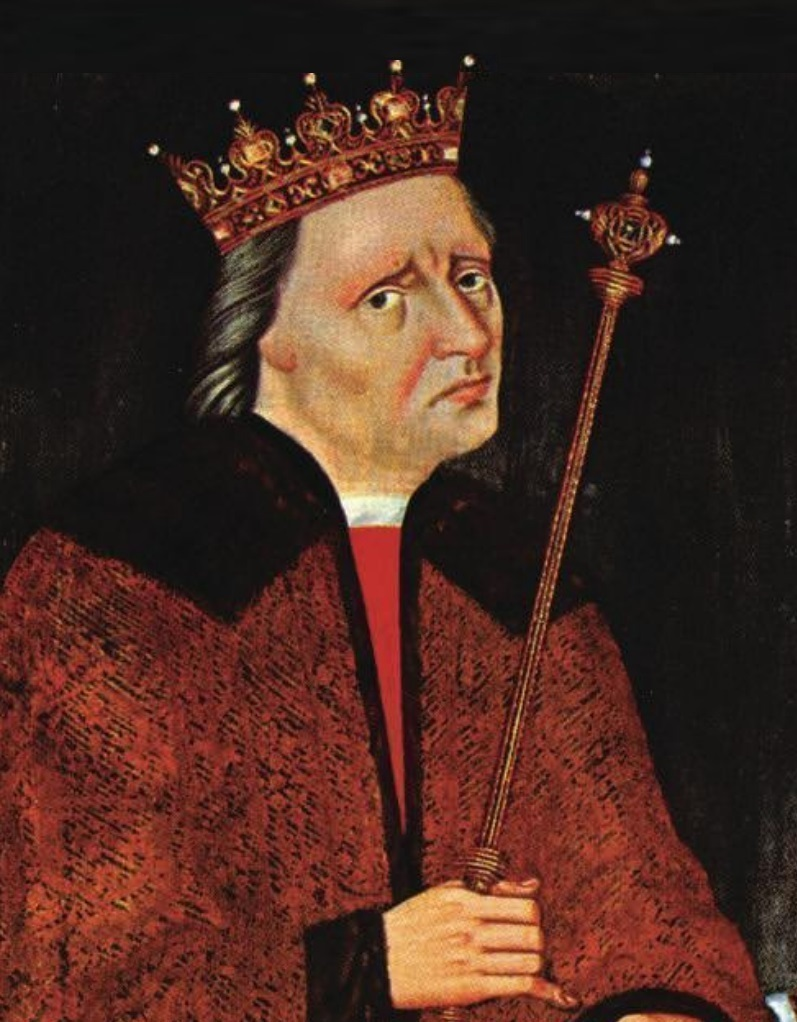
Cristiano I
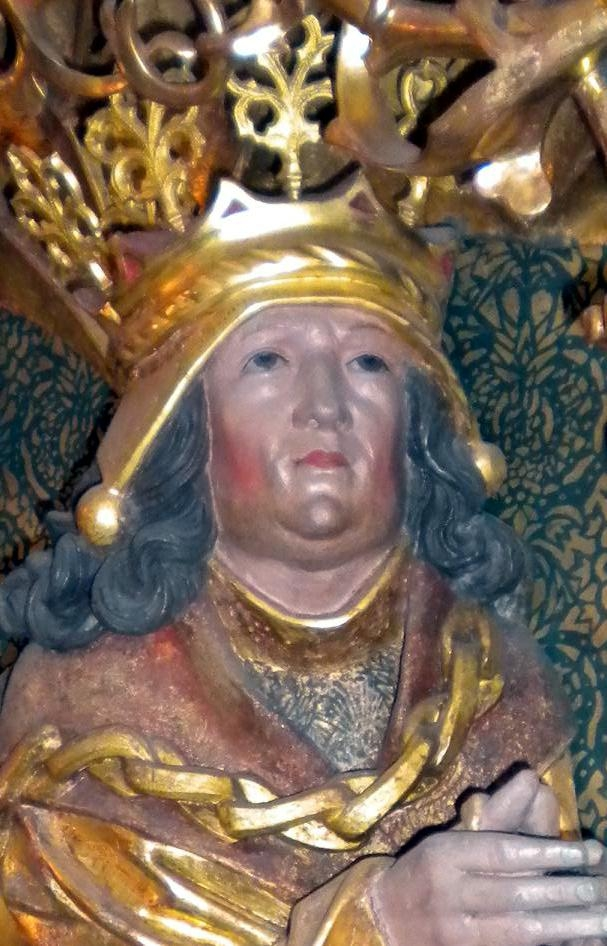
João
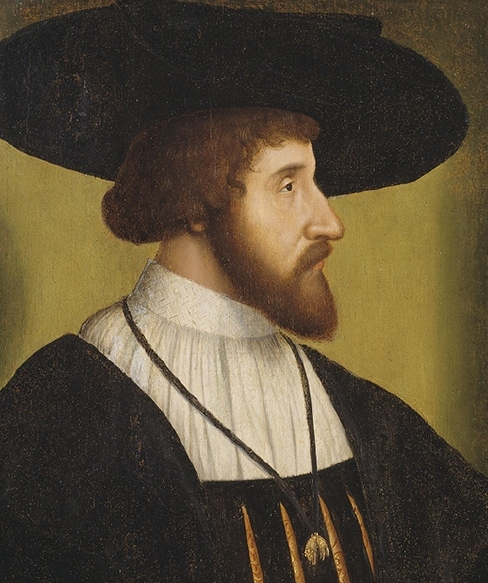
Cristiano II

- 1389-1412 Margarida I (Margareta)
- 1396-1439 Érico da Pomerânia (Erik av Pommern)
- 1441-1448 Cristóvão da Baviera (Kristofer av Bayern)
- 1457-1464 Cristiano I (Kristian I)
- 1497-1501 João (Hans)
- 1520-1521 Cristiano II (Kristian II)

FONTE: Svensk historia (História sueca). Estocolmo: Instituto Sueco (Svenska institutet), 2001. 

## História
No século XIV o rei Valdemar IV da Dinamarca, ao casar sua filha Margarida I com o rei Haquino VI, lançou as bases para a formação da União de Kalmar, ou seja, a unificação dos três reinos escandinavos. Com a morte de Haquino e com a vitória da Noruega e da Dinamarca sobre a Suécia, em 1397 os três reinos foram unificados sob a hegemonia dinamarquesa, elegendo soberana a rainha Margarida I, que havia, nesse ano, convocado uma assembleia na cidade de Kalmar, de onde veio o nome da União.
A União de Kalmar foi selada no Encontro de Kalmar (Kalmarmötet), que durou 4 semanas no verão de 1397 e teve lugar na cidade de Kalmar. A aristocracia dos 3 países nórdicos coroou então Érico como rei dos 3 países, e conduziu negociações que resultaram em 2 documentos - a Carta da Coroação e a Carta da União - as chamadas cartas de Kalmar. O conteúdo e a forma dos 2 documentos divergem nas listas de assinaturas e no carácter da união - uma união pessoal temporária ou uma união real permanente?.
Em 1523, porém, após longas lutas pela independência, que culminaram com a Guerra de Libertação da Suécia, o país separou-se da união de Kalmar e elegeu para soberano Gustavo I, líder da luta antidinamarquesa. Desta forma, a União de Kalmar ficou constituída apenas pela Noruega e pela Dinamarca, mas em 1814 a Noruega separou-se da Dinamarca e passou a pertencer à coroa sueca que, por sua vez, devido a conflitos políticos, separou-se da Noruega amistosamente em 1905.